# Quartier de la Porte-Saint-Denis
Quartier de la Porte-Saint-Denis är Paris 38:e administrativa distrikt, beläget i tionde arrondissementet. Distriktet är uppkallat efter Porte Saint-Denis, en triumfbåge uppförd av arkitekten François Blondel till Ludvig XIV:s ära.
Tionde arrondissementet består även av distrikten Saint-Vincent-de-Paul, Porte Saint-Martin och Hôpital Saint-Louis.

## Sevärdheter
- Porte Saint-Denis
- Théâtre du Gymnase Marie Bell
- Musée du chocolat
- Square Alban-Satragne
- Chapelle de l'ancien hôpital Saint-Lazare

## Bilder
| - De fyra administrativa distrikten i Paris tionde arrondissement. - Eiffeltornet i choklad på Musée du chocolat. - Chapelle de l'ancien hôpital Saint-Lazare. |

## Kommunikationer
- Tunnelbana – linjerna    – Strasbourg–Saint-Denis
- Tunnelbana – linjerna   – Bonne-Nouvelle